# Indaeschna ornithocephala
Indaeschna ornithocephala – gatunek ważki z rodziny żagnicowatych (Aeshnidae). Występuje w południowej i południowo-wschodniej Azji. Stwierdzony w południowych Chinach, Bangladeszu, północnych Indiach, Tajlandii i na Tajwanie, być może występuje też w innych krajach tego rejonu.